# ロバート・ウォルター・ウィアー
ロバート・ウォルター・ウィアー（Robert Walter Weir、1803年6月18日 - 1889年5月1日）はアメリカ合衆国の画家、教師である。アメリカ合衆国の風景を描いた「ハドソン・リバー派」の画家の一人とされるが、アメリカ植民地時代の歴史を題材にした絵画でも知られる。

## 略歴
ニューヨークで生まれた。大学などの教育は受けておらず18歳まで商店で雇われていたが画家になるために仕事をやめた。ニューヨークで美術を学び始め、1824年にイタリアに渡り、フィレンツェ、ローマでルネサンス期の巨匠の作品を学んだ。1827年にニューヨークに戻り、1834年までニューヨークに滞在し、ニューヨークの美術家たちの中で重要な人物と認められた。1829年に創立まもないニューヨークの美術学校、ナショナル・アカデミー・オブ・デザインの会員に選ばれた。その後、ニューヨーク州ウェストポイントにある陸軍士官学校で美術を教えた。
40年以上、士官学校の美術教授として働き、有名な教え子にはジェームズ・マクニール・ホイッスラーやセス・イーストマンがいる。
2度結婚し、16人の子供を作った。息子のジョン・ファーガソン・ウィアー(John Ferguson Weir:1841–1926)は画家・彫刻家となりイェール大学美術学校（School of Fine Arts at Yale University、後のYale School of Art）の校長を務めた。別の息子のジュリアン・オールデン・ウィアー(Julian Alden Weir:1852–1919)はアメリカ合衆国における印象派の重要な画家になった。

## 作品

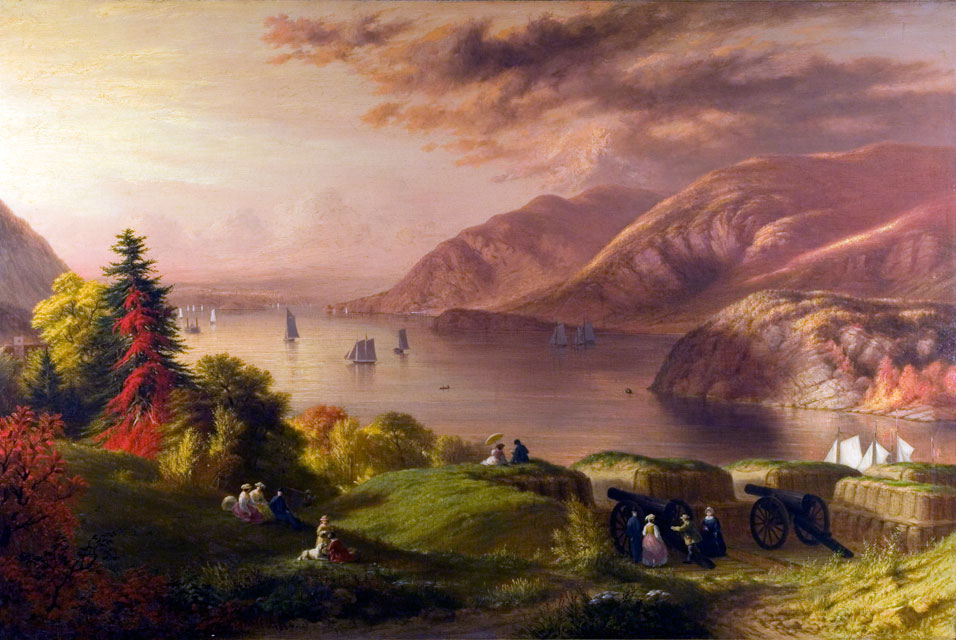
ハドソン川の風景 (1864)
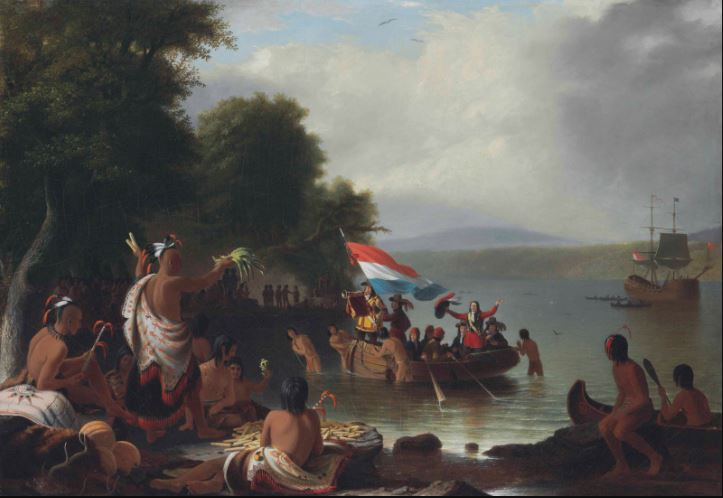
ヘンリー・ハドソンの上陸
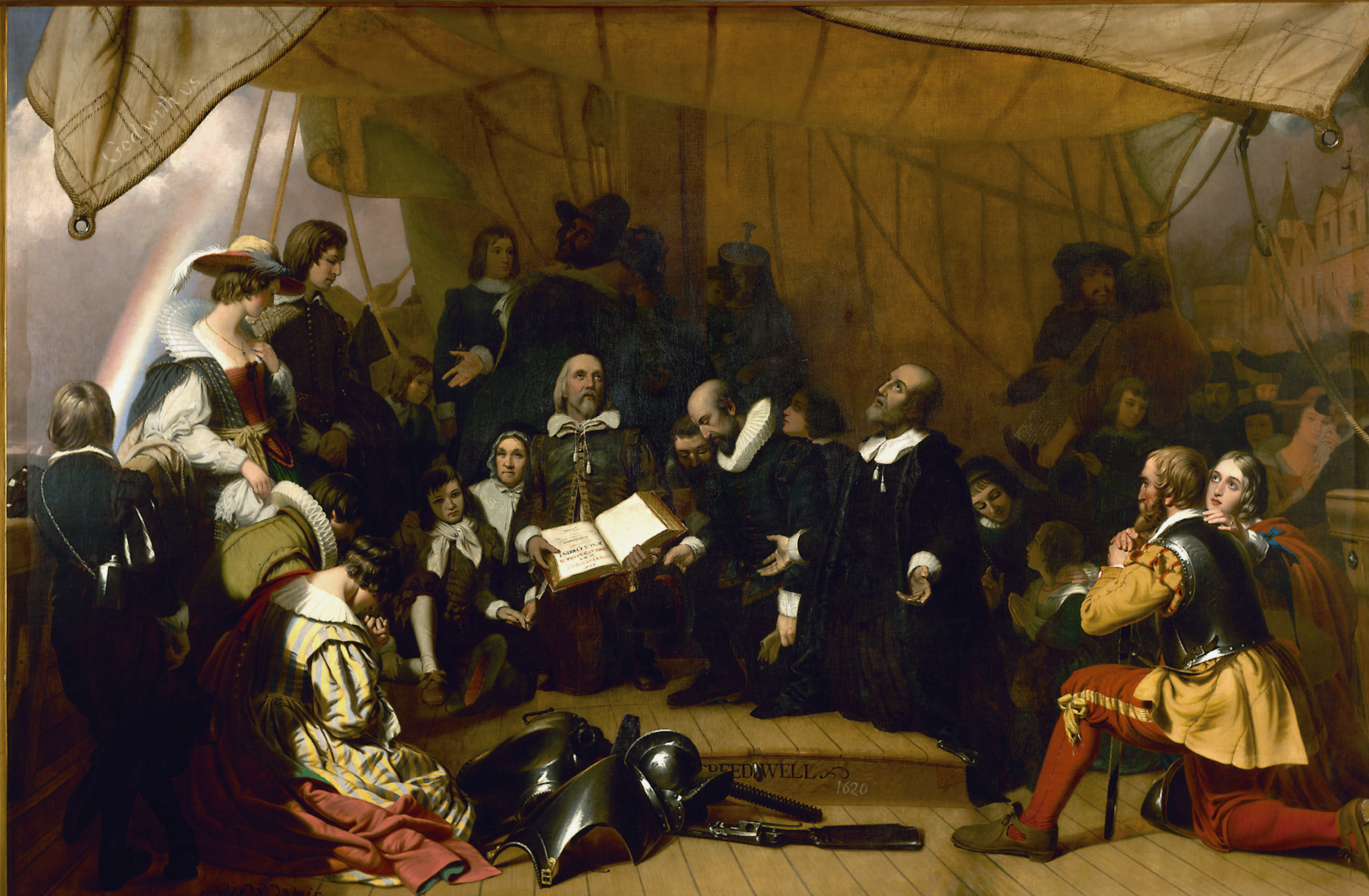
ピルグリム・ファーザーの乗船
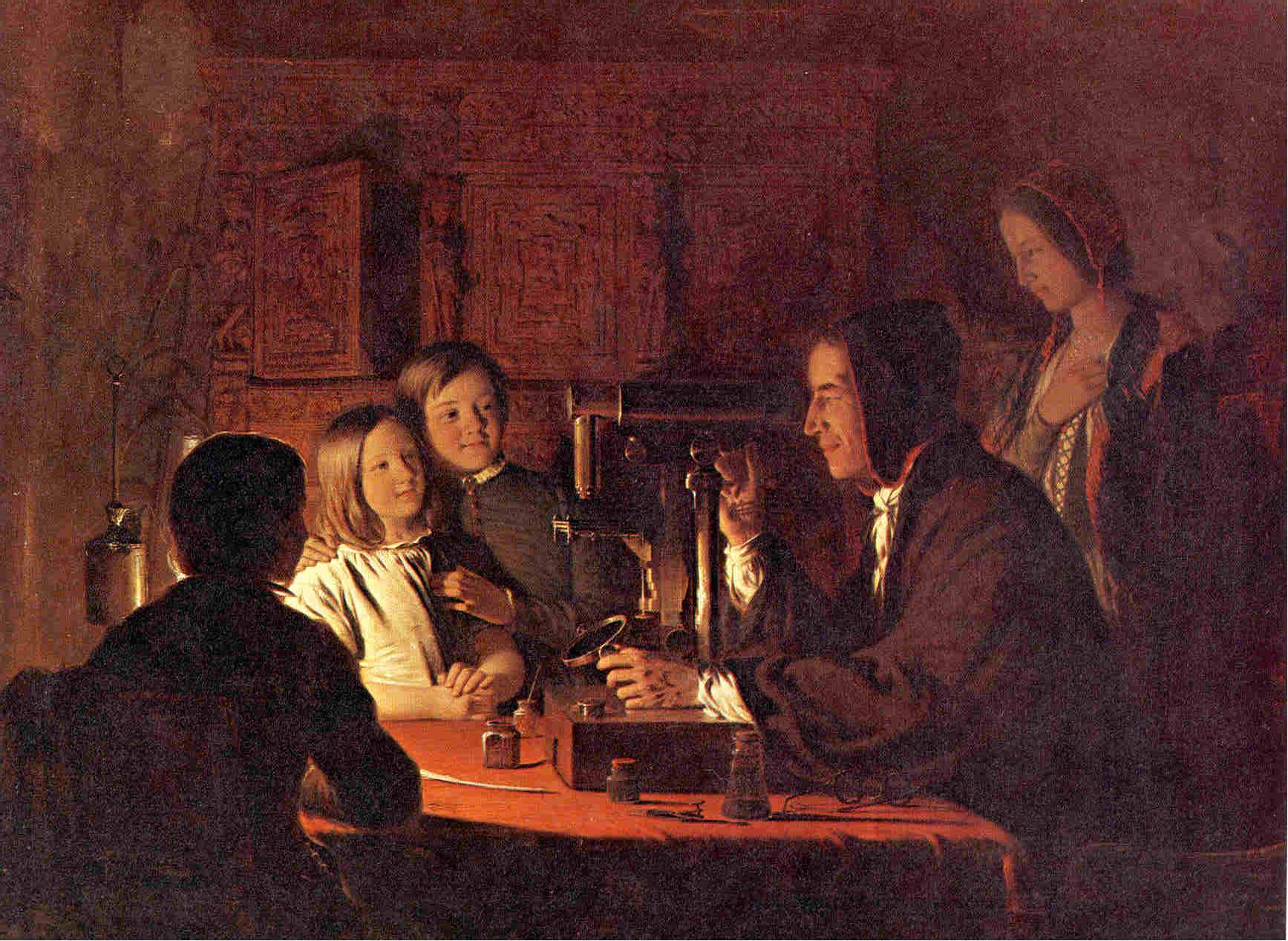
顕微鏡
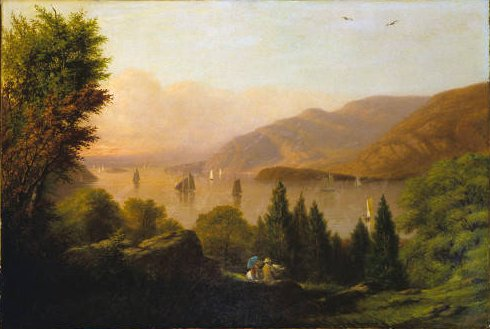
ハドソン河畔のピクニック
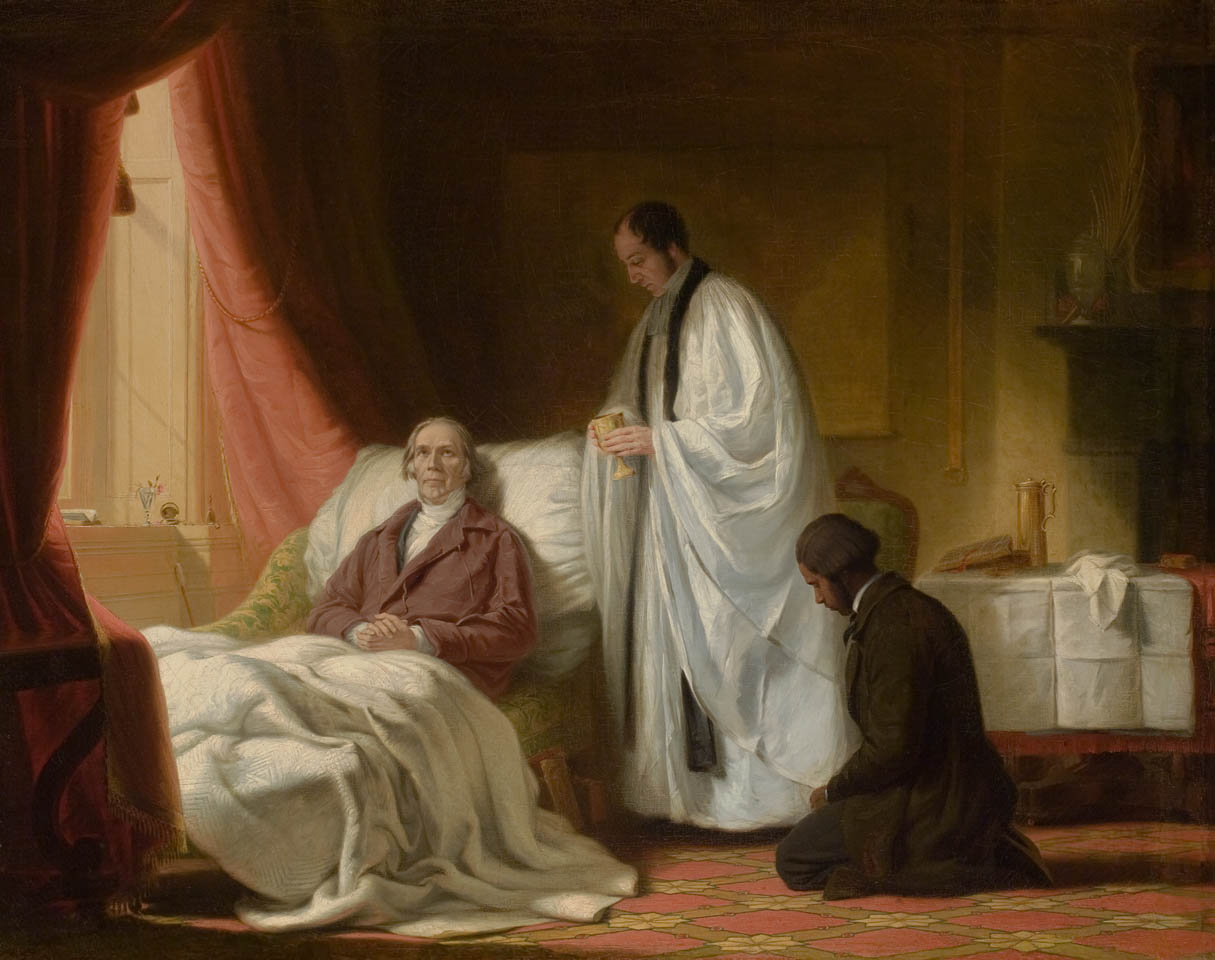
ヘンリー・クレイの臨終(1852)